# 降香黄檀

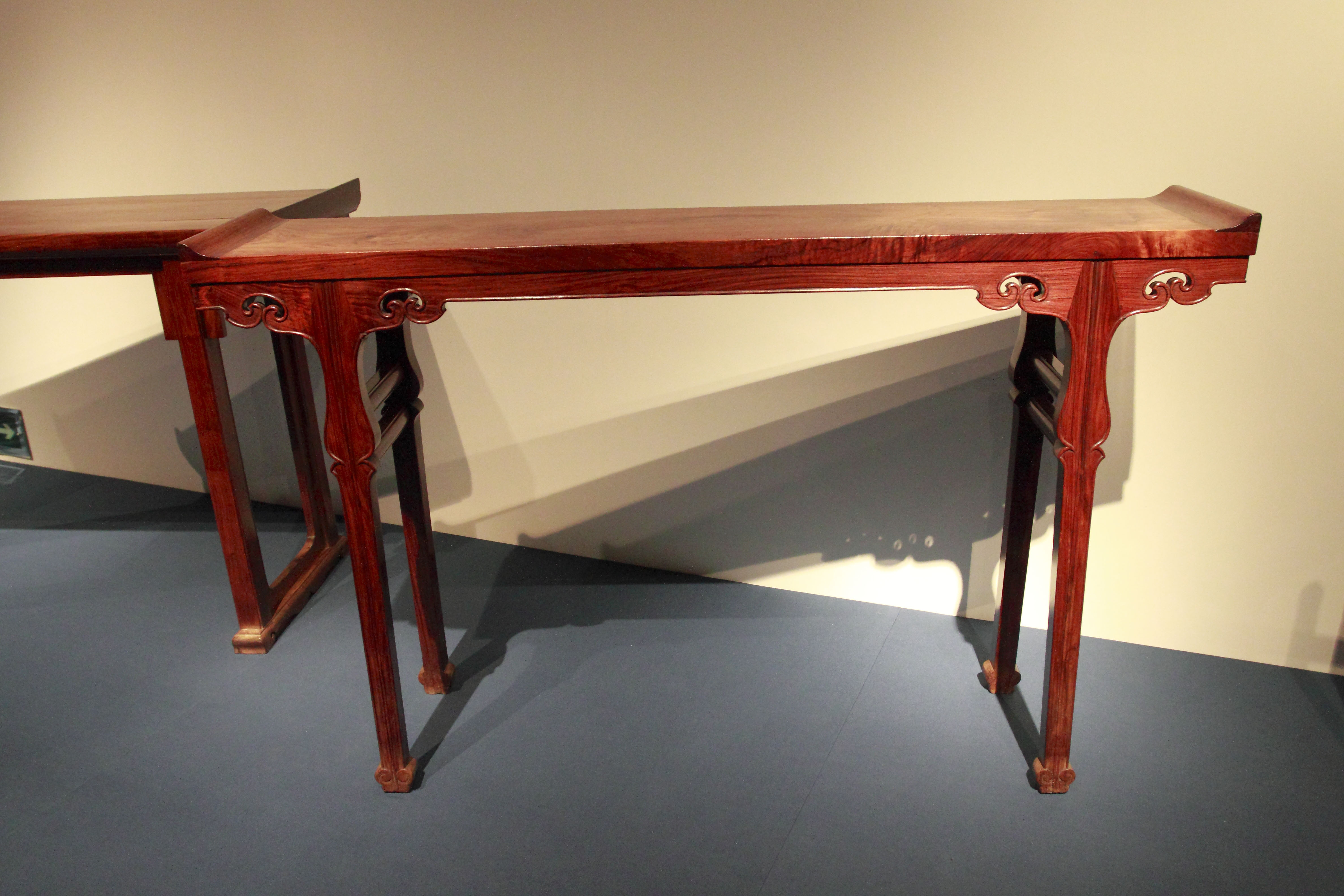
明代黄花梨木插肩榫翘头案

降香黄檀（学名：Dalbergia odorifera，又稱海南黃花梨，海梨），是产于中国海南省的一种豆科蝶形花亚科的常绿乔木。其木材被称为“黄花梨”、“黄花黎”，其木材成材缓慢，木质坚硬，纹理漂亮，是制作古典红木家具的上乘材料，与小叶紫檀、大红酸枝并称“老三样”。

## 产地
海南黄花梨木的原产地是海南岛海拔600米以下的地區，除了東部山區外，島內各地均有零星分佈，其中以西部較集中。黄花梨是明式家具的主要用材。明朝后期明式家具兴起于长江下游的江南一代，并在清朝前期成为高档家具的主流，但由於过度砍伐，在乾隆年間資源基本枯竭，民間多用其製作筆筒等小件器物，很少出現大件黃花梨家具。

## 中医药用
黄檀木心被中医药称为降香，《本草纲目》中说“今折伤金疮家多用其节，云可代没药、血竭”，可以“疗折伤金疮，止血定痛，消肿生肌”。

## 外部連結
- 降香 中藥材圖像數據庫  (香港浸會大學中醫藥學院) （中文）（英文）
- 降香 Jiang Xiang（页面存档备份，存于） 中藥標本數據庫 (香港浸會大學中醫藥學院) （繁體中文）（英文）